# Mala Voloseanka, Turka
Mala Voloseanka (în ucraineană Мала Волосянка) este un sat în comuna Iavora din raionul Turka, regiunea Liov, Ucraina.

## Demografie
Componența lingvistică a localității Mala Voloseanka
     Ucraineană (99,71%)
Conform recensământului din 2001, majoritatea populației localității Mala Voloseanka era vorbitoare de ucraineană (99,71%), existând în minoritate și vorbitori de alte limbi.